# قصبه دهشوش (الجميمة)

تعديل مصدري - تعديل

قصبه دهشوش هي إحدى قرى عزلة الجميمة بمديرية الجميمة التابعة لمحافظة حجة، بلغ تعداد سكانها 248 نسمة حسب تعداد اليمن لعام 2004.